# Gwangjong di Goryeo
Gwangjong (광종?, 光宗?; 925 – Gaegyeong, 4 luglio 975) è stato il quarto re di Goryeo, sul quale regnò dal 949 alla morte.

## Biografia

### Nascita e giovinezza
Gwangjong nacque nel 925 come Wang So, quarto figlio di re Taejo, che aveva fondato il Goryeo nel 918. Sua madre era la regina Sinmyeongsunseong della famiglia Yu di Chungju, che diede alla luce anche i principi Wang Tae, Wang Yo, Wang Jeong e Jeungtong, e le principesse Nangnang e Heungbang. Inoltre, Gwangjong aveva venti fratellastri e sette sorellastre dagli altri matrimoni del padre.
Avendo tre fratelli maggiori, Mu, Tae e Yo, era lontano dalla successione al trono; tuttavia, Wang Tae morì giovane, e Wang Mu spirò nel 945, tre anni dopo essere diventato re, lasciando il trono a Wang Yo, che governò Goryeo per quattro anni come Jeongjong. Prima di morire, decise di fare di Wang So il suo erede al posto del proprio unico figlio maschio, il principe Gyeongchunwon.
Secondo il contemporaneo Choe Seungno, Gwangjong "era attento e laconico, ma deciso quando si trattava di cogliere un'opportunità". Aveva un aspetto e delle qualità eccellenti, ed era particolarmente amato dal padre.
Durante il periodo passato come principe, diede un grande contributo all'incoronazione di Wang Yo come Jeongjong ed ebbe un ruolo importante nell'eliminazione delle forze a lui avverse: una di queste fu Wang Gyu, che aveva aiutato re Taejo a fondare il Goryeo e acquisito una posizione prestigiosa fino a diventare primo ministro, e che, dopo l'incoronazione di re Hyejong, cercò di attuare un colpo di stato per far salire al trono suo nipote, il principe Gwangju. La seconda fu Park Sul-hee, un generale che promosse la nomina di Hyejong a principe ereditario e continuò a sostenerlo in seguito, rivelandosi una minaccia per l'incoronazione di Jeongjong.

### Regno
Quando Gwangjong ascese al trono il 13 aprile 949 all'età di venticinque anni, il regno di Goryeo era instabile: per unificare i Tre regni posteriori, suo padre Taejo aveva stretto delle alleanze con famiglie potenti e influenti attraverso il matrimonio. Mantenere queste famiglie soddisfatte era fondamentale poiché avevano tutte un proprio esercito e potevano ribellarsi in qualunque momento. Per questo motivo, Gwangjong sentì la necessità di consolidare il potere del re e fece della creazione di una monarchia assoluta l'obiettivo del suo intero governo. Per evitare che il potere e l'influenza nobiliare aumentassero, rifiutò di sposare una donna nobile, prendendo invece moglie nella famiglia reale: la regina Daemok era una delle sue sorellastre, la cui madre proveniva dalla famiglia Hwangbo di Hwangju, mentre la sua seconda moglie, la principessa Gyeonghwagung, era figlia del fratellastro maggiore Hyejong, secondo re di Goryeo, e della prima moglie di questi, della famiglia Im di Chinju. Oltre a studiare il libro Difan (帝範S – lett. "Regole per un imperatore") di Taizong di Tang per meglio comprendere cosa fare, trovando molte similitudini nelle loro situazioni, Gwangjong premiò tutti coloro che avevano contribuito al progresso del Goryeo, impegnandosi molto anche nel mantenere buone relazioni diplomatiche con i paesi confinanti. Ciò gli permise di concentrare potere da dentro e fuori la corte, e, sette anni dopo l'inizio del suo regno, attuare una serie di riforme per promuovere un sistema politico stabile centrato sul potere del re, e per espandere l'economia e l'esercito.
La sua prima riforma fu la legge di emancipazione degli schiavi (노비안검법?, 奴婢按檢法?, Nobi-angeombeopLR) nel 956. Le famiglie nobili possedevano molti schiavi, principalmente prigionieri di guerra, che fungevano da soldati privati; erano molti più della gente comune e non pagavano le tasse alla corona, ma alla famiglia per la quale lavoravano. Emancipandoli, Gwangjong li rese cittadini comuni, indebolendo il potere nobiliare, e guadagnando persone che avrebbero pagato le tasse al re e potuto entrare a far parte del suo esercito. Questa riforma valse al suo governo il sostegno del popolo, mentre i nobili si opposero; persino la regina Daemok cercò di fermare il re, ma senza risultato.
Nel 957, lo scolaro Shuang Ji fu inviato nel Goryeo dallo Zhou posteriore come ambasciatore e, con il suo consiglio, Gwangjong istituì l'esame per il servizio civile nazionale (과거?, GwageoLR) nel 958, con l'obiettivo di cacciare dalla corte i membri delle famiglie potenti e sostituirli con funzionari civili assunti in base al merito. L'esame, basato sul corrispondente in uso a Tang e sui classici confuciani, era aperto a tutti i cittadini maschi nati liberi per dare a chiunque, non solo ai ricchi e potenti, l'opportunità di lavorare per lo Stato, anche se in pratica solo i figli di borghesi potevano ricevere l'educazione necessaria per sostenere l'esame; i parenti della famiglia reale dei cinque ranghi più alti erano, invece, esclusi di proposito. Nel 960, il re introdusse colori diversi per gli abiti di corte in modo da distinguere i funzionari di diverso rango.
Durante il regno di Gwangjong, furono istituiti a Kaesong e Pyongyang dei centri medici noti come Daebi-won (대비원?, 大悲院?; lett. "case della misericordia") che fornivano gratuitamente le medicine ai poveri, e che si espansero poi nelle province sotto forma di Hyeminguk (혜민국?, 惠民局?; lett. "dipartimento di sanità pubblica"). Taejo aveva istituito dei granai pubblici (의창?, 義倉?, uichangLR) per affrontare i periodi di siccità, e Gwangjong aggiunse i je-wibo (제위보?, 濟危寶?), negozi che applicavano interessi sui prestiti di grano, poi usati per i poveri. Queste misure, anche se in forma modificata, continuarono a essere attuate anche nei novecento anni successivi, parallelamente a migliori metodi di coltivazione della terra per restare al passo con la crescita della popolazione.
Quando l'imperatore Shizong dello Zhou posteriore morì nel 959, lasciando il trono al figlio di sei anni, la dinastia crollò in quanto l'esercito, che stava marciando verso il confine settentrionale, disertò ed elesse nuovo imperatore il proprio comandante, Zhao Kuangyin. Quest'ultimo decise di abbandonare il campo di battaglia per fondare la dinastia Song, lasciando così le montagne della Manciuria e le pianure settentrionali preda dei Kitai e degli Jurchen. Al fine di migliorare le difese del Goryeo, Gwangjong riorganizzò ed espanse l'esercito, e costruì dodici presidi lungo i confini nord-est e nord-ovest; inoltre, sotto il suo governo, il regno spostò il proprio confine oltre il fiume Chongchon, dirigendosi verso il fiume Yalu.
Gwangjong vide l'associazione di Chiesa e Stato come un aiuto per sottomettere i signori locali e scelse l'abate del tempio Haeinsa per promuovere il Buddhismo tra il popolo. Scelse anche monaci capaci come consiglieri e promosse la costruzione di templi: ad esempio, fece costruire il tempio Yongjusa a Cheongju, Chungcheong Settentrionale, nel 962, e il tempio Cheongpyeongsa a Chuncheon, Gangwon, nel 973. Il re creò anche un esame per i monaci Buddhisti, chiamato seonggwa (성과?), per collegare il governo e la Chiesa, e cercò di far rappacificare le diverse scuole per unificarle in un unico ordine, ma non ebbe molto successo.
Altre azioni intraprese per rafforzare l'autorità reale furono chiamare il Goryeo un impero e se stesso imperatore, interrompendo così le relazioni tributarie con la Cina; chiamare Kaesong "Capitale imperiale"  e Pyongyang "Capitale occidentale", e chiamò "Gwangdeok" (광덕?, 光德?; lett. "virtù splendente") gli anni del suo governo dal 949 al 951, e "Junpung" (준풍?, 峻豊?; lett. "abbondanza esorbitante") quelli dal 960 al 963. Mettendosi nella posizione imperiale, cercò d'instillare nei servi il concetto che avesse potere assoluto.
Le riforme di Gwangjong furono mal accolte dai nobili, specialmente dai militari d'alto rango e dai funzionari civili che avevano aiutato a fondare il Goryeo. Il dissenso dei nobili li spinse a organizzare una ribellione, ma il tentativo fallì. Nell'undicesimo anno del suo regno, il 960, Gwangjong iniziò una serie di epurazioni uccidendo tutti gli oppositori: tra loro c'erano suo fratello Wang Won (nono principe Hyoeun), sospettato di tradimento e per questo avvelenato; il figlio di re Hyejong, il principe Heunghwa; e l'unico figlio maschio di re Jeongjong, il principe Gyeongchunwon. Gwangjong diffidava anche di suo figlio maggiore Wang Ju, che all'epoca aveva cinque anni. Alla fine delle epurazioni, solo quaranta dei 3 200 sudditi meritevoli che avevano aiutato Taejo a unificare i Tre regni posteriori rimasero in vita.

### Tardo regno e morte

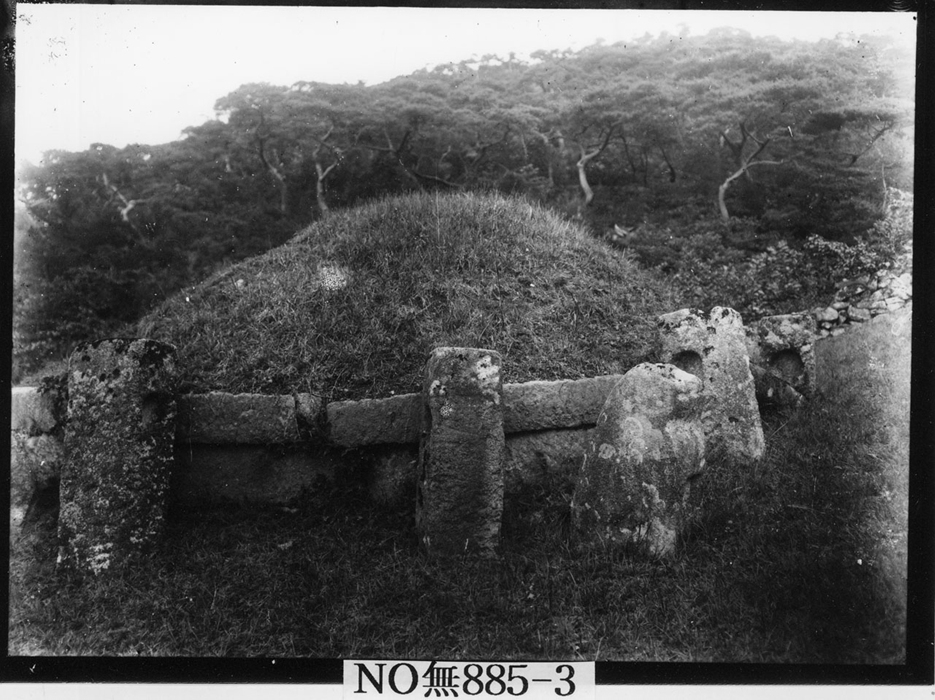
La tomba.

Nei suoi ultimi anni, Gwangjong fece maggior affidamento sul Buddhismo. Nel 968, dopo un incubo, convocò una riunione e vietò la strage della sua famiglia. Nel dicembre del 971, nel Goryeo si verificò un terremoto per il quale i nobili e il popolo accusarono il re. Gwangjong riuscì a gestire la situazione, ma un secondo terremoto ebbe luogo nel febbraio del 972: durante questo periodo, ebbe un incubo e, nell'agosto seguente, concesse l'amnistia ai prigionieri.
Nel luglio del 975 (quinto mese del calendario lunare) sviluppò una grave malattia e morì pochi giorni dopo all'età di cinquant'anni. Gli fu dato il nome postumo "Hongdoseon-yeolpyeongse sukheon-ui hyoganghye daeseong dae-wang" (홍도선열평세숙헌의효강혜대성대왕?, 弘道宣烈平世肅憲懿孝康惠大成大王?), mentre il suo nome templare Gwangjong significa "imperatore splendente". La sua tomba, chiamata Heolleung (헌릉?, 憲陵?), si trova sul versante settentrionale del monte Songak, nella contea di Kaepung, Corea del Nord. Un'ispezione al sito condotta nel 1916 segnalò una tomba danneggiata gravemente, ma con scale e fondamenta in pietra conservate.
Gli succedette al trono il suo unico figlio Wang Ju, che divenne il quinto re di Goryeo, Gyeongjong. Le politiche di riforma per frenare il potere dell'aristocrazia della capitale furono tramandate ai suoi successori, che non furono però in grado di perseguirle; come risultato, i funzionari non furono più scelti per merito, ma secondo un criterio ereditario. La legge di emancipazione degli schiavi fu ritrattata durante il regno del sesto re, Seongjong.

## Eredità
L'audace politica di riforma di Gwangjong indebolì i nobili e rafforzò la monarchia. Inoltre, l'esame per il servizio civile nazionale portò a una nuova ondata di forze politiche, mentre si sviluppò un nuovo patrimonio culturale indipendente prendendo ispirazione dalla Cina. Mentre Hyejong e Jeongjong fondarono i propri regni contando sul sostegno di forze potenti rappresentate rispettivamente dal generale Park Sul-hee e dallo zio Wang Sik-ryeom, Gwangjong diede vita a una propria base di potere e, per frenare il potere dei ricchi e dei vassalli influenti, incoraggiò matrimoni tra consanguinei per evitare problemi con i parenti. È considerato il sovrano che fece gli sforzi più ardui ed energici al fine di rafforzare la monarchia nel primo periodo del Goryeo.
Le sue riforme contribuirono notevolmente alla formazione di un nuovo ordine politico nel neonato regno di Goryeo, ma furono principalmente limitate alla politica; la ristrutturazione del governo locale, e la riorganizzazione dell'economia nazionale e del sistema sociale furono relativamente deboli. Era sempre sospettoso che potessero verificarsi atti ostili, e uccise sconsideratamente i nobili e i parenti.
Uno dei pensatori più influenti del tempo era Choe Seungno, figlio di un alto funzionario, che si oppose fortemente all'autocrazia di Gwangjong. Credeva che i privilegi della nobiltà dovessero essere protetti, e che avere come funzionari i figli dei signori provinciali, che non possedevano potere e influenza alla corte, l'avrebbero messa in pericolo. Perciò, condannò Gwangjong per la sua ossessione per il Buddhismo e i progetti pubblici che, secondo lui, portarono il regno a indebitarsi, e lo dichiarò un tiranno per la sua crudeltà. Nel memoriale che redasse per il sesto re di Goryeo, Seongjong, scrisse:
(Choe Seungno, Goryeosa)

## Famiglia
- Padre: Re Taejo (고려 태조; 31 gennaio 877 – 4 luglio 943)
- Madre: Regina Sinmyeongsunseong della famiglia Yu di Chungju (신명순성왕후 유씨; 900 – 951)
- Mogli:

1. Regina Daemok della famiglia Hwangbo di Hwangju (대목왕후 황보씨), sorellastra
  1. Wang Ju (왕주, 9 novembre 955 – 13 agosto 981), primo figlio - Gyeongjong di Goryeo
  2. Principe ereditario Hyohwa (효화태자), morto prematuramente
  3. Dama Cheonchujeon (천추전부인), prima figlia, nata Wang Aji. Fu data in sposa al cugino Cheonchujeon, figlio di Wang Jeong (principe Munwon) e della dama Munhye, a sua volta figlia di una delle concubine di re Taejo
  4. Dama Bohwagung (보화궁부인), seconda figlia
  5. Regina Mundeok (문덕왕후), terza figlia. Fu data in sposa al sesto re di Goryeo, Seongjong
2. Principessa Gyeonghwagung (경화궁부인), figlia di Hyejong di Goryeo e della regina Uihye (의화왕후)
3. Nobile consorte reale Hyeon della famiglia Kim (현비 김씨)

## Rappresentazioni nei media
In televisione, Gwengjong di Goryeo è stato interpretato da:
- Chi Woo in Taejo Wang Geon (태조 왕건?, 2000-2002)
- Kim Sang-joong in Jegug-ui achim (제국의 아침?, 2002-2003)[19]
- Jung Seung-woo in Cheonchu taehu (천추태후?, 2009)
- Jang Hyuk in Binnageona michigeona (2015)[20]
- Lee Joon-gi in Dar-ui yeon-in - Bobogyeongsim ryeo (2016)[21]